# 中华夏块菌
中华夏块菌（学名：Tuber sinoaestivum），一种分布于中国西南部云南、四川等地的真菌，隶属于块菌科块菌属，属于中国国家二级重点保护野生植物。
本种最初被记载为夏块菌（Tuber aestivum）。2009年研究人员通过形态学及nrDNA-ITS序列的对比和分析，确定为一个新物种。

## 形态特征
中华夏块菌子囊果黑色，近球形，地下生，表面具有大而明显的多角状瘤突。包被厚，分两层。产孢组织中实，幼时白色，成熟时黄褐色至茶褐色，有白色大理石花纹状菌脉，迷路状分布。子囊球形、椭圆形或梨形；内含1～6（少数7）个子囊孢子。子囊孢子近球形；幼时无色光滑，成熟时橄榄黄色，表面具不规则网纹；孢子横径具1～3个网眼，纵径具2～4个网眼。